# 阿罗哈陨石坑
阿罗哈陨石坑（Aloha）是月球正面位于风暴洋北部的一座微型撞击坑，其名称取自夏威夷女性名(也是一句夏威夷问候语)，1976年被国际天文学联合会正式接受。

## 描述

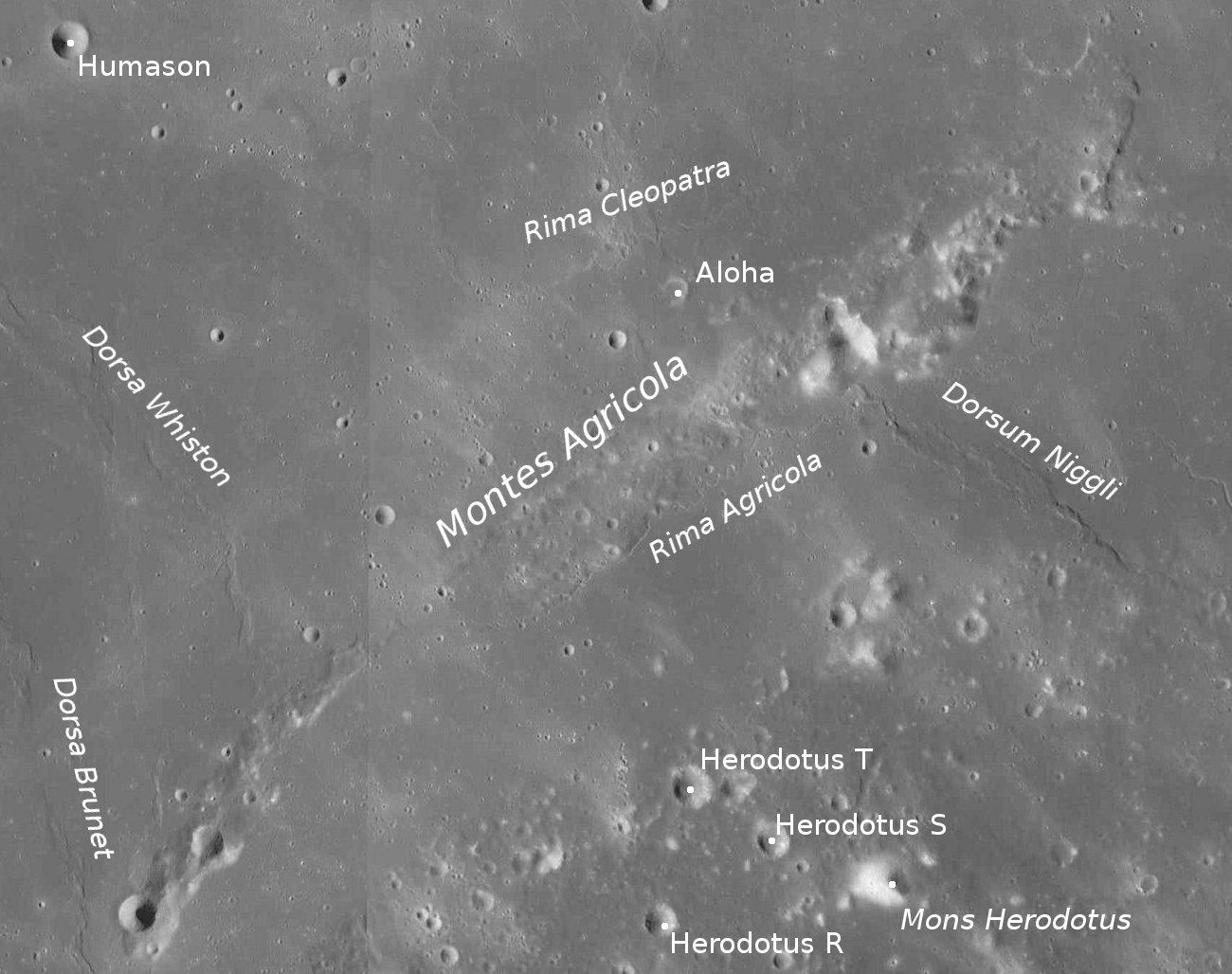
阿罗哈陨石坑的周边，月球勘测轨道飞行器拍摄。

该陨坑坐落在阿格里科拉山脉的西北侧，在它的西北是大小类似的赫马森陨石坑、而东北和西南则分别毗邻略大的尼尔森陨石坑和拉曼陨石坑，阿罗哈陨石坑的西侧和北面分别分布有惠斯顿山脊和克利奥帕特拉月溪。
该陨坑中心月面坐标为29°47′N 53°53′W / 29.79°N 53.88°W，直径2.55公里，深约0.46公里。

阿罗哈陨石坑位于一道来自格鲁什科陨石坑，从西南穿过风暴洋表面的射纹束的暗弱尾端。陨坑外观轮廓形似不常见的马蹄形(可能源自一次低角度的斜向撞击所形成)，其坑壁最大高出周边地形90米，内部容积约0.66公里3。

## 另请参阅
- Andersson, L. E.; Whitaker, E. A. . NASA RP-1097. 1982.
- Blue, Jennifer. . USGS. July 25, 2007  [2007-08-05]. （原始内容存档于2019-12-05）.
- Bussey, B.; Spudis, P. . New York: Cambridge University Press. 2004. ISBN 978-0-521-81528-4.
- Cocks, Elijah E.; Cocks, Josiah C. . Tudor Publishers. 1995. ISBN 978-0-936389-27-1.
- McDowell, Jonathan. . Jonathan's Space Report. July 15, 2007  [2007-10-24]. （原始内容存档于2019-06-21）.
- Menzel, D. H.; Minnaert, M.; Levin, B.; Dollfus, A.; Bell, B. . Space Science Reviews. 1971, 12 (2): 136–186. Bibcode:1971SSRv...12..136M. doi:10.1007/BF00171763.
- Moore, Patrick. . Sterling Publishing Co. 2001. ISBN 978-0-304-35469-6.
- Price, Fred W. . Cambridge University Press. 1988. ISBN 978-0-521-33500-3.
- Rükl, Antonín. . Kalmbach Books. 1990. ISBN 978-0-913135-17-4.
- Webb, Rev. T. W.  6th revised. Dover. 1962. ISBN 978-0-486-20917-3.
- Whitaker, Ewen A. . Cambridge University Press. 1999. ISBN 978-0-521-62248-6.
- Wlasuk, Peter T. . Springer. 2000. ISBN 978-1-85233-193-1.

## 外面链接
- 月球数码摄影图集. （页面存档备份，存于）
- LAC-38 图中的阿罗哈陨石坑. （页面存档备份，存于）
- 阿罗哈陨石坑周边月面图. （页面存档备份，存于）
- 阿罗哈陨石坑周边地形图. （页面存档备份，存于）
- 阿罗哈陨石坑周边摄影地图. （页面存档备份，存于）
- LM-38 图中的阿罗哈陨石坑. （页面存档备份，存于）
- 月球勘测轨道飞行器拍摄的图像 （页面存档备份，存于） 分辨率1.44米/像素(阿罗哈陨石坑—靠近坑底边缘)
- 维基月球环形山在线解说-阿罗哈陨石坑. （页面存档备份，存于）
- Andersson, L.E., and E.A. Whitaker, 美国宇航局月球地名目录,美国宇航局参考出版物 1097, 1982年10月. （页面存档备份，存于）